# ويليام إف. ياردلي
ويليام إف. ياردلي (بالإنجليزية: William F. Yardley)‏ هو محامي أمريكي، ولد في 8 يناير 1844 في نوكسفيل في الولايات المتحدة، وتوفي بنفس المكان في 20 مايو 1924.